# Forever, Michael
Forever, Michael este al patrulea album de studio înregistrat de către artistul american Michael Jackson, albumul a fost lansat pe 16 ianuarie 1975 de către casa de discuri Motown.

## Conținut
Lista melodiilor incluse în album este:
1. „We're Almost There” — 3:42
2. „Take Me Back” — 3:24
3. „One Day in Your Life” — 4:15
4. „Cinderella Stay Awhile” — 3:08
5. „We've Got Forever” — 3:10
6. „Just a Little Bit of You” — 3:10
7. „You Are There”  — 3:21
8. „Dapper Dan” — 3:11
9. „Dear Michael” — 2:35
10. „I'll Come Home to You”  — 3:02